# Повітряні сили Сербії

## Оснащення Повітряних сил Сербії
| Тип                  | Фото          | Виробництво/Країна | Призначення                  | Варіант       | Кількість     | Примітки      |
| Бойові літаки        | Бойові літаки | Бойові літаки      | Бойові літаки                | Бойові літаки | Бойові літаки | Бойові літаки |
| -------------------- | ------------- | ------------------ | ---------------------------- | ------------- | ------------- | ------------- |
| Dassault Rafale      |               | Франція            | Багатоцільовий винищувач     |               | 0/12          |               |
| Міг-29               |               | СРСР               | Багатоцільовий винищувач     |               | 14            |               |
| J-22                 |               | Югославія          | Багатоцільовий штурмовик     |               | 17            |               |
| Навчальні літаки     |               |                    |                              |               |               |               |
| Soko G-4             |               | Югославія          | Навчально-тренувальний літак |               | 20            |               |
| Utva Lasta 95        |               | Сербія             | Навчально-тренувальний літак |               | 14            |               |
| Utva-75              |               | Югославія          | Військово Tренувальний літак |               |               |               |
| Транспортний літак   |               |                    |                              |               |               |               |
| CASA C-295           |               | Іспанія            | Військово Транспортний літак |               | 2+            |               |
| Ан-26                |               | СРСР               | Військово Транспортний літак |               | 1             |               |
| Ан-2                 |               | СРСР               | Військово Транспортний літак |               | 1             |               |
| Гелікоптери          |               |                    |                              |               |               |               |
| Airbus H145          |               | Франція            | Багатоцільовий вертоліт      |               | 5+            |               |
| Aérospatiale Gazelle |               | Франція            | Багатоцільовий вертоліт      |               | 29            |               |
| Мі-8/Мі-17           |               | СРСР               | Багатоцільовий вертоліт      |               | 13            |               |
| Мі-24/Мі-35          |               | СРСР               | Багатоцільовий вертоліт      |               | 4+            |               |
| БПЛА                 |               |                    |                              |               |               |               |
|                      |               |                    | БПЛА                         |               |               |               |